# Julien Laloux
Julien Laloux est un chef de chœur et d'orchestre franco-suisse, né le 30 mai 1974. Il dirige principalement en Suisse romande.

## Biographie
Julien Laloux étudie le piano, la flûte traversière, le chant et l’orgue, dans la classe de Jean-François Vaucher, et obtient pour cet instrument un diplôme et un premier prix de virtuosité. Parallèlement, il obtient un diplôme en direction d’orchestre, ainsi qu'un master de direction de chœur dans la classe de Michel Corboz. Il chante ensuite à l'Ensemble vocal de Lausanne et suit des master classes de direction d’orchestre auprès de Yuri Ahronovitch et de Roberto Benzi.
Depuis 1998, il donne régulièrement des concerts comme soliste, accompagnateur et chef. En 2003, Julien Laloux donne son premier concert avec l’Orchestre de Chambre de Lausanne (OCL) à la Salle Métropole de Lausanne dans la Missa di Gloria et Credo de Donizetti. Il est amené à diriger, entre autres, l’Ensemble Baroque du Léman, l’Orchestre de Chambre de Kazan, le Sinfonietta de Lausanne et Die Freitagsakademie (Berne).
Dès 2007, après Athalie de Mendelssohn avec l’OCL, il réduit ses activités d’organiste à quelques récitals et concerts – en Suisse, en France et en Allemagne – et se dédie essentiellement à la préparation des chœurs et à la direction.
Invité au Festival Bach de Lausanne en 2009 pour un programme intitulé Du profane au sacré chez Bach et Telemann, il retrouve l’OCL l’année suivante pour un nouveau concert : Mendelssohn et Schumann, ainsi qu’une création de Jacques Henry, Rêves.
Dans le domaine de la scène, après "Évocations tziganes", il monte à deux reprises Le Postillon de Lonjumeau d’Adam et prépare le chœur pour Orfeo ed Euridice de Gluck en 2011. Puis, l’année suivante, il dirige à nouveau l'OCL dans le cadre d'un projet intitulé "Mendelssohn – une rédemption". À la cathédrale de Lausanne, Julien Laloux dirige plusieurs concerts de Mozart : Requiem, Grande Messe en ut, Symphonie Linz.
En 2014, il est à la tête du Sinfonietta de Lausanne et cent dix choristes pour un programme d’œuvres romantiques rarement données, intitulé Impétueux destins. Il est invité à deux reprises par les Concerts Bach de Lutry et de Romainmôtier avec l’ensemble baroque Die Freitagsakademie  dans les Cantates de l’Avent et la Passion selon Saint-Jean de Bach. Cette dernière œuvre est redonnée à Berne en 2016, dans le cadre de l’aide suisse aux réfugiés.
Il chante comme ténor à l’Académie Bach de Porrentruy et c’est dans cette ville qu’il crée l’Ensemble Alternances avec les sopranos solistes Carlyn Monnin et Camille Chappuis en 2015.
En 2018, il dirige "Die letzten Dinge de Spohr" avec l'OCL et les chœurs. Dans le cadre des Concerts Bach de Lutry, Julien Laloux propose l'intégrale de l'Oratorio de Noël de Bach pour fêter les 60 ans de la saison lutryenne en janvier 2018. L'Ensemble Arabesque l'invite quelques mois plus tard pour diriger la Passion selon Saint Jean de Bach à Vevey.
Il dirige l'Ensemble vocal Arpège, le Chœur HEP, le Chœur de chambre HEP et l’Ensemble Alternances.

## Sources
- « Julien Laloux », sur la base de données des personnalités vaudoises sur la plateforme « Patrinum » de la Bibliothèque cantonale et universitaire de Lausanne.
- Chenal, Matthieu, "Le souffle tragique d'Athalie soulève les chœurs", 24 Heures, 2007/06/21, p. 39
- Chenal, Matthieu, "Julien Laloux rêve de fées"', 24 Heures, 2010/09/27, p. 42
- Chenal, Matthieu, "Julien Laloux prépare un Requiem de lumière", 24 Heures, 2013/09/30, p. 26
- Chenal, Matthieu, "La rédemption selon Félix Mendelssohn", 24 Heures, 2012/05/16, p. 35
- Lathion, Jérôme, "Les Diablerets entre art choral et randonnées", 24 Heures, 2005/07/20, p. 28
- Skjellaug, Aïna, "L'influence italienne", Journal de Morges, 2013/02/01, p. 9.